# Phthiracarus tubulus
Phthiracarus tubulus är en kvalsterart som beskrevs av Hammer 1972. Phthiracarus tubulus ingår i släktet Phthiracarus och familjen Phthiracaridae. Inga underarter finns listade i Catalogue of Life.